# Valeriia Maslova
Valeriia Olegovna Maslova (russe : Валерия Олеговна Маслова), née le 23 janvier 2001 à Rostov-sur-le-Don, est une joueuse internationale russe de handball, évoluant au poste d'arrière droite. Après deux saisons en France, elle prend la direction du club hongrois du Ferencváros TC pour la saison 2024-2025.
Ses caractéristiques : grande taille, gauchère et capable de tirs longue distance.

## Biographie
Valeriia Maslova obtient sa première sélection nationale avec l'équipe de Russie le 22 mars 2018, lors d'un match de qualification pour le Championnat d'Europe 2018, contre la Roumanie.

## Palmarès

### Sélection nationale
Championnat d'Europe
- 5e place au Championnat d'Europe 2020

Autres
- 5e place au Championnat d'Europe des moins de 17 ans en 2017
- 4e place au Championnat du monde junior (moins de 20 ans) en 2018
- Vainqueur du Championnat du monde jeunes (moins de 18 ans) en 2018
- 4e place au Championnat d'Europe des moins de 19 ans en 2019

### Club
compétitions internationales
- finaliste de la Ligue des champions en 2019 (avec Rostov-Don)

compétitions nationales
- vainqueur du Championnat de Russie en 2018, 2019 et 2020 (avec Rostov-Don)
- vainqueur de la Coupe de Russie en 2018 et 2019 (avec Rostov-Don)
- vainqueur de la Supercoupe de Russie en 2017, 2018, 2019 (avec Rostov-Don)
- vainqueur du Championnat du Monténégro en ? (avec ŽRK Budućnost Podgorica)
- vainqueur du Championnat de France en 2023 (avec Metz Handball)
- vainqueur de la Coupe de France en 2023 (avec Metz Handball)

### Récompenses individuelles
- élue meilleure arrière droite du Championnat d'Europe des moins de 17 ans en 2017[5]
- élue meilleure arrière droite du Championnat d'Europe des moins de 19 ans en 2019[6]